# The Veronicas
The Veronicas — поп-рок-группа, основанная в Австралии. Группа была сформирована в 2005 году, в Брисбене, Австралия, сёстрами-близнецами Джессикой и Лизой Ориглиассо. Солистки группы являются авторами хита российского дуэта t.A.T.u. — песни «All About Us».
The Veronicas выпустили три студийных альбома. Первый, The Secret Life Of…, был выпущен в 2005 году, второй — Hook Me Up — в 2007 году, третий — The Veronicas — в 2014 году.
Также группа выпустила ряд синглов, среди которых 8 имели позицию №1 в Австралийских чартах.

## История

### Ранние годы
Сестры Ориглиассо родились 25 декабря 1984 года в Австралии, в итальяно-австралийской семье. Девочки обучались в Ferny Grove State High School и Wavell State High School. С раннего детства в них проявлялся творческий потенциал, и ещё будучи маленькими школьницами они участвовали в телепередачах на местном телевидении. Джесс и Лисс участвовали в съёмках различных телесериалов, таких как «CyberGirl» («КиберДевочка»), где сестры играли близняшек — Sapphire (Сапфир) и Emerald (Изумруд).
Свою музыкальную деятельность девушки начали на свой 18-й день рождения, в 2002 году, когда Джессика получила в подарок гитару. Девушки и их друзья — Трэйси Вудз (Tracy Woods) и Р. Викнес (R. Viknes) создали группу. Одной из первых песен, записанных командой был трек «Baby It’s Over», ставший достаточно популярным в Брисбене.
В 2004 году девушки познакомились с Хайденом Белл (Hayden Bell), владельцем звукозаписывающей компании Bell Hughes Music Group (BHMG). После долгих переговоров с сестрами, продюсер начал оказывать помощь девушкам. Он помог им перейти из разряда групп в стиле акустический поп в поп-рокеры, определиться со стилем, имиджем и идей творчества коллектива.
Совместная работа Белла и сестер Ориглиассо перетекла в создание более 50 песен, в дальнейшем проданных различным исполнителям, таким как Casey Donovan, Kate DeAraugo, Miz, а песня All About Us была отдана группе t.A.T.u.
Также Белл организовал знакомство Джесс и Лисс с Сеймуром Штейном (Seymour Stein), представителем Warner Bros. Records в США, который предложил группе заключить контракт на сумму более 2’000’000 $.

### Название

Обложка #167 комикса «Veronica»

Для заявления группе нужен был промоушен. В качестве него использовался популярный в США молодёжный комикс «Archie Comics». Главную героиню комикса зовут Вероника (Veronica), так что идет идея о том, что названа группа в честь неё.
При этом к названию была добавлена частица «the». Девушки прокомментировали это так: 

«We like being called a band or group. We don’t want to be a pop duo group with two girls singing about relationships, we have everything that a rock band would have, so we are a band»

Суть заключается в том, что название «Veronicas» — это отличное название для поп-дуэта, но не для рок-группы, как позиционируют себя сестры. Они настаивают на том, что их название — имя нарицательное.
В 167 номере комикса, на обложке которого была Вероника и сестры Ориглиассо, ведется небольшой рассказ о группе, а также прилагается карточка с секретным кодом, дающим право на загрузку сингла «4Ever» в формате mp3.

## Музыкальная карьера

### 2005—2006:The Secret Life Of…

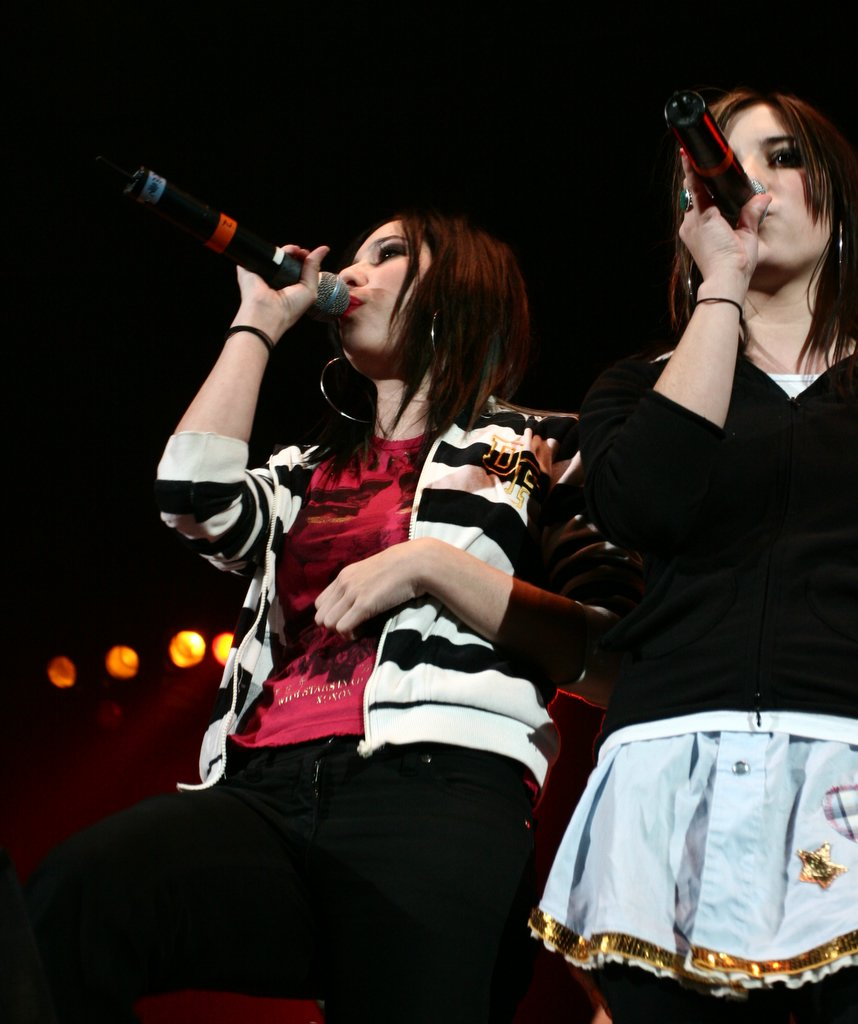
The Veronicas на концерте
2005 год, Австралия

Альбом The Secret Life Of… был издан в Австралии 17 октября 2005 года и сразу стартовал с позицией #7 в ARIA Album charts. Позже альбом поднялся до позиции #2 и получил статус «Платиновый» 4 раза.
С альбома было выпущено 5 синглов — «4Ever», «Everything I’m Not», «When It All Falls Apart», «Revolution» и «Leave Me Alone». На первые четыре были сняты видеоклипы, транслируемые на многих музыкальных каналах всего мира.
В сентябре 2006 года альбом The Secret Life Of… был номинирован в 3-х номинациях ARIA awards: «Лучший поп релиз» («Best Pop Release»), «Лидер продаж» («Highest Selling Album») и «Альбом-прорыв» («Best Breakthrough Album»). The Veronicas победили в одной номинации — «Лучший поп релиз»..
Примерно в это же время альбом был издан в Европе, Азии, Южной Америке. Сингл «When It Falls Apart» 7 недель лидировал в MTV Asia’s Pop 10 Chart.
14 февраля 2006 года альбом The Secret Life Of… был выпущен в США и дебютировал в Billboard 200 под #133 и в Billboard Top Heatseekers под #3. В США также было издано эксклюзивное издание альбома, включающее в себя DVD с видеоклипами, EP Sessions@AOL с акуститечскими версиями песен и аудио с живого концерта — The Veronicas: Mtv.com Live EP.
В конце 2006 года, а именно 2 декабря, группа выпустила CD/DVD о группе, содержащий все клипы, видео с концертов и аудиодиск с живым выступлением — Exposed... The Secret Life Of The Veronicas.
Кроме издательства новых дисков и активного гастрольного тура под названием The Revolution Tour The Veronicas стали официальным лицом Calvin Klein и австралийской продукции для волос NU:U
Более широкую популярность в странах, где диски The Veronicas не издавались, в том числе и в России, группа получила благодаря саундтреку к комедийному фильму «Она - мужчина», где в одном из эпизодов используется трек «4Ever».

### 2007 — 2009:Hook Me Up
В начале 2007 года группа The Veronicas приступила к записи своего второго альбома. Запись проходила на студии в Лос-Анджелесе при поддержке Тоби Гада (Toby Gad), Билли Стеинберга (Billy Steinberg) и Джона Фелдманна (John Feldmann). Альбом Hook Me Up был издан 3 ноября 2007 года в Австралии, дебютировав под #2 в ARIA Album charts, получив статус «Золотой» за 9’531 проданную копию за первую неделю продаж и статус «Платиновый» 2 раза по итогам всех продаж. Альбом занял позицию 28 в списке наиболее продаваемых альбомов 2007 года, учитывая что в продажу он поступил лишь в ноябре.
С альбома было издано 4 cd-сингла — «Hook Me Up», «Untouched», «This Love», «Take Me On The Floor». На каждый из них было выпущено музыкальное видео. Также 11 октября 2008 года на Австралийские радиостанции попала песня «Popular», доступная для платного скачивания. При этом вероятность того, что на песню снимут клип невелика, так как многие источники сообщают о том, что The Veronicas готовятся к выпуску нового, третьего, диска.
В сентябре 2008 года The Veronicas были заявлены в 4 номинация ARIA awards: с альбомом Hook Me Up за «Лучший поп релиз» («Best Pop Release»), «Лидер продаж» («Highest Selling Album»), а также за синглы «Hook Me Up» и «Untouched» за «Самый продаваемый сингл» («Highest Selling Single»).
В поддержку альбома The Veronicas организовали тур The Hook Me Up Tour, включивший в себя 10 шоу в ноябре-декабре 2007 года в различных городах Австралии. А 16 октября 2008 года был анонсирован новый тур под названием Revenge Is Sweeter Tour, который начнется в феврале 2009 года и по предварительным данным включит в себя 8 шоу.

### 2010 — ...:The Veronicas

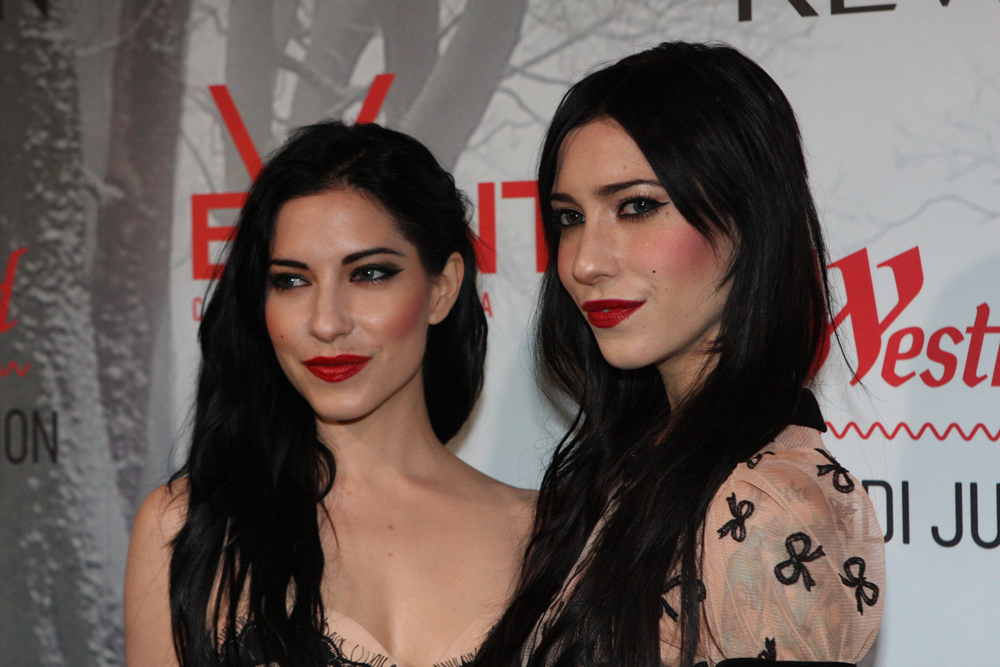
The Veronicas на премьере фильма "Белоснежка и охотник", июнь 2012

Запись третьего студийного альбома началась в декабре 2009 года. По словам сестер, на пластинке присутствует многое от классического рока и поп-жанров. При записи их вдохновили такие группы как The Subways, The Dead Weather, Mazzy Star, Ladytron и Peaches.
В 2010 году Лиза и Джесс приняли участие в записи сингла «Love The Fall» австралийского певца Майкла Пэйнтера (Michael Paynter) для его одноимённого мини-альбома.
Также в феврале 2011 года они записали бэк-вокал для нового альбома Шери Кэрри (Cherie Currie) и записали кавер-версию песни «Grown-Up Christmas List» певицы Эми Грант (Amy Grant).
Чуть позже Лиза и её друг Тайлер Брайант (Tyler Bryant) создали группу под названием Dead Cool Dropouts и выпустили мини-альбом, включающий в себя песни «Write You Off», «Green Eyes Make Me Blue» и «Criminal Heart». Ходят слухи, что они встречаются.

2 июня 2012 года The Veronicas объявили, что альбом выйдет в сентябре-октябре этого года и будет называться Life On Mars. 
На концертах последних двух лет The Veronicas уже успели представить несколько песен с их будущего альбома: «Dead Cool», «Cold», «Heart like a Boat», «Baby I'm Ready» и «Let Me Out».
27 июля 2012 года на iTunes официально вышел первый сингл «Lolita» с пока ещё невыпущенного альбома Life On Mars.
30 августа 2012 года вышел видеоклип на песню «Lolita».
В начале весны 2013 года The Veronicas вернулись к записи своего третьего альбома. Однако запись была отложена в связи со звукозаписывающей компанией Warner Bros. Records. Так или иначе, The Veronicas намерены выпустить альбом как можно скорее. 
23 марта 2013 года в прямом интернет-эфире Ustream близняшки рассказали, что скорее всего название альбома будет изменено, а звучание будет совсем не похоже на сингл «Lolita», и что в нём будет больше гитарного звучания.
26 октября 2013 года The Veronicas разорвали контракт с Warner Bros. Records. Выход альбома был отложен на конец 2014 года.
Весной 2014 года было объявлено, что теперь сестры сотрудничают с Sony Music Entertainment.
5 сентября 2014 года Сестры Ориглиассо сообщили в своем Твиттере, что их новый сингл на песню «You Ruin Me» выйдет 19 сентября. 11 сентября состоялась премьера сингла на австралийском радио.
Журнал Billboard сообщил, что третий альбом будет одноимённым.

## Жизнь вне музыки
В настоящее время сестры Ориглиассо живут в своем родном городе Брисбене, Австралия.

### Лиза Ориглиассо
В 2006 году Лисс встречалась с поп-певцом Райаном Кабрера (Ryan Cabrera), но их отношения продлились совсем недолго.
В начале 2007 года Лисс начала отношения с выпускником «Australian Idol» (аналог «Фабрики Звезд») Дином Джеером (Dean Geyer), в апреле 2008 года они объявили о своем желании пожениться, но в июле того же года пара рассталась из-за напряженного гастрольного графика и очень редких встреч.

### Джессика Ориглиассо
Джесс долгое время встречалась с участником австралийской группы «The Follow» вокалистом Азария (Azaria), но позже их отношения разладились и пара рассталась.
Чуть позже Джесс была замечена целующейся с VJ MTV Australia Руби Роуз (Ruby Rose) на афтепати премии Cleo Bachelor Of The Year, но несмотря на это, Руби в своем блоге отрицала интимные отношения между ними, назвав себя и Джесс хорошими друзьями и помощниками.
C 2010 года Джессика встречалась с музыкантом и лидером группы The Smashing Pumpkins Билли Корганом (Billy Corgan).
20 июня 2012 года в своем Твиттере Джесс написала, что рассталась с Билли. Они остались лучшими друзьями.
Весной 2013 года Джесс начала встречаться с Джошем Катцем из начинающей инди-рок группы Badflower.
С октября 2016 года Джессика встречалась с Руби Роуз. В апреле 2018 года пара рассталась. Руби Роуз стала режиссером видеоклипа на сингл "On Your Side" и даже снялась в нем сама.

## Дискография

### Студийные альбомы
- 2005: The Secret Life Of…
- 2007: Hook Me Up
- 2014: The Veronicas

### Live и мини-альбомы (EP)
- 2006: Sessions@AOL
- 2006: The Veronicas: Mtv.com Live EP
- 2006: Exposed... The Secret Life Of The Veronicas

## Награды
За 3 года существования группа побывала в 27 номинациях 4 различных музыкальных премий, из них в 10 номинация The Veronicas были лидерами.

## Гастрольные туры

### В качестве гвоздя программы
| Год  | Название тура                      | На разогреве                | Пояснения |
| ---- | ---------------------------------- | --------------------------- | --- |
| 2006 | US Tour (Тур по США)               | October Fall Jonas Brothers | Промотур по США в поддержку выхода дебютного альбома «The Secret Life Of…». |
| 2006 | Australian Tour (Тур по Австралии) | Elemeno P                   | Промотур по Австралии в поддержку выхода дебютного альбома «The Secret Life Of…». Тур был настолько ожидаемым, что все билеты на все шоу были проданы                          |
| 2006 | The Revolution Tour                | Avalon Drive                | Тур в честь годовщины выхода дебютного сингла «4Ever». Первоначально планировалось, что на разогреве будет Райан Кабрера (Ryan Cabrera), но из-за разрыва с Лисс его заменили. |
| 2006 | Coca-Cola Live 'N' Local Tour '06  | —                           | The Veronicas были частью большого шоу, включавшего в себя выступления Evermore, End Of Fashion, After The Fall и The Hot Lies                                                 |
| 2007 | The Hook Me Up Tour                | Dean Geyer                  | Гастольный тур в поддержку второго альбома «Hook Me Up». |
| 2009 | Revenge is Sweeter Tour            | Metro Station Short Stack   | Тур, который должен был начаться в феврале 2009 года для промоушена третьего альбома группы The Veronicas.                                                                     |

### На разогреве
- В конце 2005 года The Veronicas и The Click Five были на разогреве у американского певца Райана Кабрера (Ryan Cabrera).[9]
- В июне 2006 года The Veronicas и Ashley Parker Angel выступали на открытии шоу гастрольного тура Эшли Симпсон (Ashlee Simpson), но после нескольких шоу The Veronicas отказались от участия из-за проблем со связками Лисс.[54]
- С 21 мая по 10 июля 2008 года The Veronicas были участниками 20 шоу гастрольного тура Наташи Бегингфилд (Natasha Bedingfield).[55]
- С 22 августа по 5 сентября 2008 года The Veronicas были на разогреве у поп-рок-группы Jonas Brothers.[56]
- C 21 сентября по октября 2008 года The Veronicas выступали в туре группы Hanson.[57]